# 東京農業大学第二高等学校
東京農業大学第二高等学校・中等部（とうきょうのうぎょうだいがくだいにこうとうがっこう・ちゅうとうぶ）は、群馬県高崎市に所在し、中高一貫教育を提供する私立中学校・高等学校。略称は、「農二（のうに）」、「農大二高」、「東農大二高」など。

## 概要
設置者は榎本武揚創設の東京農業大学を運営する学校法人東京農業大学。
一般、推薦、特待入試が行われるが、入試方式によるクラス分けはない（2015年度入学の1学年より、成績によるクラスの編成は行われている）。“農業”の字を冠してはいるが農業科は設置されておらず、普通科のみの進学校である。
「大根踊り」（正式名称：青山ほとり）が有名である。スポーツの応援などでよく見られる。
2007年6月、新校舎での授業開始。
2023年、東京農業大学第二高等学校中等部が併設され、開校。

## 設置学科
- 普通科
  - リベラルアーツ - Iコース（特別進学コース）
  - ジュネラルアーツ - IIコース（発展/標準コース）
  - スペシャルアーツ - IIIコース（クラブ選抜コース）
  - 海外留学 - グローバルコース（2020年度設置）
  - 中高一貫コース（2023年度中等部設置に伴い、高校生徒はいない）

中等部の生徒は原則として高校では「中高一貫コース（仮称）」に進学する。外部の中学校から高校に入学した者は一貫コースには所属することができず、高校の一貫コースは中等部からの内部進学者のみで構成される。

## 歴史
- 1962年 - 学校法人東京農業大学の理事長内藤敬を校長として、東京農業大学第二高等学校の設立許可を申請。
- 1962年 - 群馬県知事から設立許可。常谷幸雄校長代理に就任。
- 1962年 - 群馬音楽センターにて開校式を挙行、父兄会・生徒会を創設。
- 1962年 - 校旗を制定。
- 1963年 - 高崎市石原町3,430番地に、鉄筋コンクリート3階建校舎（普通教室24教室、特別教室6教室）完工。
- 1963年 - 鉄筋コンクリート3階建校舎（普通教室6教室）完工。
- 1965年 - 常谷幸雄校長に就任。
- 1965年 - 群馬音楽センターにて第1回卒業式を挙行。
- 1966年 - 創立5周年記念式典挙行。
- 1968年 - 渡辺春吉校長代理に就任。
- 1969年 - 理事長兼学長内藤敬校長に就任。島田正士副校長兼教頭に就任。
- 1971年 - 高野栄次郎校長に就任。
- 1973年 - 第1回遣米交歓学生実施（オレゴン州）。
- 1973年 - 創立10周年記念事業として教育会館（1階食堂、2階図書室、3階合宿所）完工。校歌を制定。
- 1973年 - 創立10周年記念式典挙行。
- 1975年 - 鉄筋コンクリート4階建校舎（普通教室12教室）完工。
- 1976年 - 竹園一校長に就任。
- 1977年 - 鉄筋コンクリート4階建校舎（特別教室4教室）完工。
- 1980年 - 鉄筋コンクリート3階建体育館完工。
- 1982年 - 創立20周年記念事業として、中庭の庭園化工事完工。
- 1982年 - 創立20周年記念式典挙行。
- 1984年 - 中段グランド拡幅整備工事完工。
- 1985年 - 鉄骨造4階建芸術棟完工。
- 1986年 - 柴田寛三校長に就任。
- 1989年 - 後閑暢夫校長に就任。
- 1992年 - 創立30周年記念式典挙行。創立30周年誌発刊。
- 1993年 - 創立30周年記念事業として而立棟完工。
- 1994年 - 下段多目的グランド完成。
- 1995年 - 二宮松壽校長に就任。
- 1996年 - 全教室冷暖房完工。
- 1998年 - 体育館連絡通路完工。
- 1999年 - 第3駐車場完工。
- 2000年 - バス車庫完工。
- 2001年 - 秋元正範校長に就任。
- 2001年 - 創立40周年記念式典挙行。創立40周年誌発刊。
- 2002年 - 校舎外壁全面塗装完工。
- 2007年 - 松本兼太郎校長に就任。
- 2007年 - 全面新築校舎での授業開始。武揚ホール、時敬グラウンドもオープン。
- 2013年 - 村清志校長就任。
- 2015年 - 而立棟自彊室改修工事。この年の入学生よりコース制を導入。
- 2018年  - 大西修校長就任。
- 2020年  - 鶴陵舎（男子学生寮）完工。グローバルコースを開設。
- 2023年  - 4月に中等部が開校。

## 特色

### 進路・学習面
- 群馬県の公立高校である高崎高校、高崎北高校、高崎経大付高校や前橋高校、前橋南高校、高崎女子高校や前橋女子高校などとの併願校としての受験者が多いが、推薦や単願の入学者も多い。
- 系列である東京農業大学に推薦で進学できるが、他の大学に進学する生徒も多い。東京情報大学への進学者はほとんどいない。
- 以前、校内は男子と女子でクラスが異なったが、2015年来より男女混合クラスになった。
- 2015年度入学生よりコース制を導入。旧帝国大学、医学部医学科、早慶上理への進学を目指すⅠコース、難関国公立大学やGMARCH、東京農業大学などへの進学を目指すⅡコース発展コース、高崎経済大学や群馬大学などの地方国公立大学、日東駒専、東京農業大学などの進学を目指すⅡコース標準コース、クラブ活動で全国大会での活躍を目指すⅢコースクラブ選抜コースに分かれている。これらに関しては1年次は入学時における試験結果など、2年次以降に関しては校内試験や模擬試験の結果などを踏まえ割り振りを行っている。更に2020年度より1年次1月から2年次12月までの1年間、オーストラリア、ニュージーランド、カナダのいずれかへ留学を行うグローバル（海外留学）コースも新設された。留学期間中の単位認定を行うため、3年間での卒業が可能である。
- 上記のコース制導入に伴い、2015年度入学生より0限授業を午前8時より行っている。1,2年次にⅠコースは週5日、Ⅱコースは週1日である。なお現在は0限授業が廃止され、代わりにI、IIコースでは週6日（土曜日は4限）Ⅲコースはこれまで通り隔週で土曜授業が実施されている模様。
- 学習面ではⅠ、Ⅱコースでは2年次から、2020年度新設のグローバルコースでは3年次から文系、理系クラスに分けられている。

### その他
- キャンパスは本校舎、而立棟、昭和棟、武揚ホール、時敬グランドからなる。武揚ホールは、東京農業大学の前身である徳川育英会育英黌農業科の創設者榎本武揚、時敬グランドは東京農業大学初代学長横井時敬が其々由来である。また、而立棟には食堂が、昭和棟には購買部とパン屋がある。
- 以前は男女別のクラス制を採用していたため同一校舎の中にそれぞれ男子校と女子校が併存しているような状態であった。2015年度入学の1学年からは男女混合のクラスとなっている。
- キャンパスは観音山の丘陵上にあることから、自然豊富で四季折々の風景を観ることができる。
- ロードオブメジャーのPV撮影に使われたこともあり、当時の学生が巨大なフラフープを回したこともあった。

## 部活動
部活動でも、野球、ラグビーや陸上競技の強豪校としても知られ、過去幾度かの全国大会出場経験があるほか、プロ選手も多数輩出している。8つの部活動が強化部に指定されている。
- ラグビー部は過去に24回もの全国大会に出場している。
- 野球部は、過去数度甲子園出場があり、プロ野球選手も複数輩出している。近年は甲子園から遠ざかっていたが、2009年（第91回）、1994年（第76回）以来15年ぶりの夏の甲子園出場を決めた。なお、1985年（第67回）出場時には元広島カープの竹下元章の息子が出場していて竹下は息子の応援に駆け付けるために8月12日に羽田発伊丹行日本航空123便に搭乗し、その墜落事故で犠牲となった。
- 吹奏楽部も有名で、学校も力を入れている部活であり、全日本吹奏楽連盟主催の全日本マーチングフェスティバル（現：マーチングコンテスト）にも第一回大会より現在まで連続出場している。プロの演奏家も輩出している。
- 応援団は、東京農大全学応援団の技法を継承している常備の応援団である。青山ほとりが有名で、高校野球や駅伝、ラグビーの応援スタンドで見られる。
- 以下部活を、中等部のみを⚪︎、高校のみを◻︎、中高両方を△とする。
- 芸術部会
  - 美術部△/茶道部△/書道部△/演劇部◻︎/華道部◻︎/音楽部△/写真部◻︎/箏曲部△/吹奏楽部◻︎/ギター部◻︎/映画研究部△/競技かるた部△/
- 学術部会
  - 化学部◻︎/英語部△/生物部◻︎/物理部◻︎/新聞部△/文芸同好会△/郷土愛好会◻︎/ITC(Information Technology Club)△/JRCボランティア部△/鉄道研究愛好会△/放送部△/理科部⚪︎/Get Well サークル⚪︎/
- 体育部会
  - 硬式野球部◻︎/水泳部△/バレーボール部△/バドミントン部△/バスケットボール部△(中等部は女子のみ)/ラグビー部◻︎/陸上競技部(長距離ブロック、短距離ブロック)◻︎/サッカー部◻︎/空手道部△/弓道部◻︎/柔道部△/卓球部◻︎/剣道部△/ソフトテニス部◻︎/軟式野球部◻︎/ゴルフ部△/駅伝部⚪︎/フットサル部⚪︎/
- 応援部会
  - 應援團◻︎/

## 行事
- 二高祭

隔年（現在は西暦の偶数年）で開催されていたものの、2019年より毎年開催されている学園祭。この学園祭ではたいてい男女のクラスが混合で模擬店を出店したり、調べて展示したりする。
また、学術、芸術系クラブの発表や展示がさかんに行われる。
近年は9月中の土曜、日曜になることが多い。
- 体育祭

二高祭を開催しない年に隔年で行われていたものの、こちらも2019年より毎年開催されている。なお、二高祭と違って一般公開はされていない。
第23回の二高祭からは、事前に高崎駅前で生徒会や吹奏楽部、応援団などが協力して二高祭のアピールをしている。
- マラソン大会

毎年開催される。高校近くのアップダウンの激しい山中を走り、参加者全員にリンゴが配られる。
最後尾には救護車なるものが走り、途中棄権する人や時間の関係上走りきるのが困難だと判断された人が乗せられる。仮に救護車が満員になった場合は、先に乗った人達の中から、ある程度体力が回復したと思われる人から順に降ろされる。
男子は11キロもの道のりであるが、ほぼ分岐のない道であり、分岐があったとしても教師や手伝いを行う陸上部員によって監視されているためショートカットはできない。

## 著名な出身者
政治家
- 井野俊郎 - 衆議院議員
- 清水真人 - 参議院議員
- 井田泉 - 第95代群馬県議会議長
- 柳沢剛 - 仙台放送アナウンサー、衆議院議員

野球
- 阿井英二郎 - 元プロ野球選手（ヤクルトスワローズ投手、つくば秀英高、川越東高野球部元監督）
- 新井潔 - 元プロ野球選手
- 石橋史匡 - 元プロ野球選手（MLBのロサンゼルス・ドジャース傘下アドバンスルーキーリーグのオグデン・ラプターズのコーチ）
- 伊藤琉偉 - プロ野球選手
- 岡野勝俊 - 元アマチュア野球選手
- 樫出三郎 - 元プロ野球選手
- 忰田幸也 - 元プロ野球選手
- 清水信明 - 元プロ野球選手
- 清水将海 - 元プロ野球選手（福岡ソフトバンクホークス）
- 周東佑京 - プロ野球選手（福岡ソフトバンクホークス）
- 高仁秀治 - 元プロ野球選手
- 髙山健一 - 元プロ野球選手
- 永井怜 - 元プロ野球選手（東北楽天ゴールデンイーグルス）
- 吉川元浩 - 元プロ野球選手（福岡ソフトバンクホークス）

ラグビー
- 荻原要 - ラグビー選手（ラグビートップリーグ、ホンダヒート）
- 川崎仁久 - ラグビー選手（ラグビートップリーグ、豊田自動織機シャトルズ）
- 木村恵輔 - ラグビー選手（ラグビートップリーグ、パナソニック ワイルドナイツ）
- 櫻井寿貴 - ラグビー選手（ラグビートップリーグ、東芝ブレイブルーパス）
- 設樂哲也 - ラグビー選手（ラグビートップリーグ、パナソニック ワイルドナイツ）
- 清水麻貴 - ラグビー選手（JAPAN RUGBY LEAGUE ONE、コベルコ神戸スティーラーズ）
- 清水麻有 - 女子ラグビー選手（7人制女子日本代表）
- 霜村誠一 - ラグビー日本代表選手
- 高橋銀太郎 - ラグビー選手（ラグビートップリーグ、クボタスピアーズ）
- 津久井萌 - 女子ラグビー選手（女子ラグビーワールドカップ2017の日本代表）
- 天坂裕也 - ラグビー選手（ラグビートップリーグ、クボタスピアーズ）
- 松井佑太 - ラグビー選手（ラグビートップリーグ、日野自動車レッドドルフィンズ）
- 侭田洋翔 - ラグビー選手（中央大学ラグビー部）
- 三輪忠寛 - ラグビー選手（ラグビートップリーグ、パナソニック ワイルドナイツ）
- 吉田大樹 - ラグビー選手（ラグビートップリーグ、東芝ブレイブルーパス）

陸上競技
- 阿久津圭司 - 陸上競技選手
- 石田洸介 - 陸上競技選手
- 太田裕久 - 陸上競技選手
- 倉林和宏 - 陸上競技選手、元中学110mH日本記録保持者（13"99）
- 下俊介 - 陸上競技選手
- 千明龍之佑 - 陸上競技選手
- 戸田雅稀 - 陸上競技選手
- 西山和弥 - 陸上競技選手
- 深津卓也 - 陸上競技選手
- 不破弘樹 - 元陸上競技選手、1984年ロサンゼルスオリンピック代表、元100m日本記録保持者(10"33)
- 宮田英明 - 元陸上競技選手、元100m日本記録保持者（10"27）
- 八木均 - 陸上競技選手
- 栁田大輝 - 陸上競技選手

その他のスポーツ
- 小島雅章 - 競輪選手
- 篠原秀典 - ソフトテニス選手

芸能
- 新井靖志 - サックス奏者、シエナ・ウインド・オーケストラコンサートマスター
- 石川浩司 - ミュージシャン（元「たま」）
- 枝優花 - 映画監督
- 大谷智巳 - ゲームミュージック作曲者
- 岡田ひとみ - ねんどアイドル
- 桂ひな太郎 - 落語家
- 金沢達也 - 放送作家、脚本家
- 栗原正峰 - 書家
- 高崎たけまる - 漫画家
- 堀口としみ - タレント
- 松本あゆ美 - タレント、キャスター
- 松本賢一 - ロードオブメジャー（ベース）
- 吉田智美 - 女優
- 重田雅俊 - LACCOTOWER（ドラム）

その他の出身者
- 江口文陽 - 農学者、東京農業大学第13代学長、学校法人東京農業大学理事長、高崎健康福祉大学教授
- 羽鳥裕明 - 僧侶、心理カウンセラー

## 著名な教職員
- 斎藤嘉彦 - 元400mハードル日本記録保持者
- 齋藤章児 - 元野球部監督

## 系列校
- 学校法人東京農業大学
  - 東京農業大学
  - 東京情報大学
  - 東京農業大学短期大学部（2018年閉学）
  - 東京農業大学第一高等学校・中等部
  - 東京農業大学第三高等学校・附属中学校
  - 東京農業大学稲花小学校
  - 東京農業大学グリーンアカデミー